# بيتر كارتين
بيتر كارتين(26 مايو 1883 – 2 يوليو 1931)كان سفاح ألماني معروف بأسم مصاص دماء دوسلدورف و وحش دوسلدورف , والذي ارتكب سلسلة من جرائم القتل والاعتداءات الجنسية بين فبراير ونوفمبر عام 1929 في مدينة دوسلدورف، في السنوات التي سبقت هذه الاعتداءات كارتين جمع سجلاً اجرامياً مطول بما في ذلك الحرق المتعمد والسرقة ومحاولات القتل كما اعترف بقتل فتاة تبلغ من العمر 10 سنوات في كولونيا عام 1913 , أصبح كارتين يعرف بـ مصاص دماء مدينة دوسلدورف لان اغلبية جرائم القتل ارتكبت حول تلك المدينة، حاول مرتين شرب دم الضحايا، إلا أنه تقيأه. عمل في عدة مصانع وكان متزوجا من امرأة مدانة بالشروع بجريمة قتل. اعترف بكل جرائمه، ونسب جرائم أخرى لنفسه، رغم أنه ثبت عدم ارتكابه لها. كانت أغلب جرائمه موجهة ضد النساء اللاتي كان يستدرجهن إما بعروض للزواج أو مرافقتهن في رحلات إلى الطبيعة، في ليلة إعدامه طلب حضور كاهن ليعترف له بجرائمه وكتب رسائل لضحاياه الذين نجوا من الموت ورسائل أخرى لزوجته. دُفنت جثته دون رأس، لأن الأطباء حصلوا عليه لإجراء بحوث لمعرفة فيما إذا كان دماغه يشير إلى مرض فيه. وبعد احتلال ألمانيا انتقل رأسه إلى الولايات المتحدة، جسدت شخصيتة في أعمال أدبية في روايات ستيفن كينغ وفي أعمال مسرحية وموسيقية.

## النشأة
ولد بيتر كارتين لأسرة فقيرة وكان الابن الأكبر للعائلة بين 13طفلا، عندما كان طفلاً كان يشاهد والده المخمور وهو يعتدي جنسياً على والدته ويمارس زنا المحارم مع بناته، اتبع خطى والده وكان يعتدي جنسيا على أخواته، في سن مبكرة ارتكب جرائم بسيطة مثل هروبه المتكرر، وقال في وقت لاحق انه ارتكب أول جريمة قتل في سن التاسعة عندما اغرق اثنان من الصبية الصغار عندما كان يسبح، كارتين انتقل مع عائلته إلى مدينة دوسلدورف عام 1894 مكث في السجن لفترات قصيرة بسبب جرائم مختلفة بما فيها السرقة والحرق، كـ مراهق عمل في وظيفة صيد الكلاب، وهي الوظيفة التي سمحت له بالانغماس في القسوة تجاه الحيوانات، كارتين ترك تعذيب الحيوانات ليهاجم الناس، أول جريمة قتل ارتكبها عام 1913 عندما خنق الطفلة كريستين كلاين، واثناء عملية سطو توقفت جرائمه بعقوبة حبس لثماني سنوات في عام 1921 أطلق سراحه وسافر إلى التنبرغ حيث تزوج عام 1925 وعاد إلى مدينة دوسلدورف حيث سيبدأ بسلسلة الجرائم التي ستتوج بالقبض علية وإعدامه.

## جرائم القتل
في 8 فبراير 1929 اغتصب امرأة وقتل فتاة عمرها ثماني سنوات في 13 فبراير قتل ميكانيكي وطعنه 20 مرة في اغسطس هاجم ثلاث اشخاص في هجومين منفصلين وقتل شقيقتين واحدة في الخامسة والثانية 14 عام وفي الرابع والعشرين من اغسطس هاجم وطعن امرأة أخرى. في ايلول ارتكب جريمة قتل واغتصاب مفردة حيث هاجم وضرب خادمة بوحشية بالمطرقة في غابة تقع خارج مدينة دوسلدورف، في اكتوبر هاجم امرأتين بالمطرقة في نوفمبر خنق فتاة تبلغ من العمر 5 سنوات وطعنها 36 طعنة بالمقص، بعد الجريمة ارسل خريطة إلى إحدى الصحف تدل على موقع قبرها، اساليب القتل المختلفة جعلت الشرطة يشكون بوجود أكثر من قاتل متسلسل واشتبهت بأكثر من 900 شخص في مايو 1930 التقى كارتين بامرأة تدعى ماريا اخذها إلى منزله في الغابة حيث اغتصبها لكنة لم يقتلها، ماريا قادت الشرطة إلى منزل كارتين لكنة تمكن من تضليلهم، في النهاية اعترف لزوجته انه قاتل وامرها بأخبار الشرطة حتى تحصل على مكافأة وفي 24 مايو القي القبض عليه.

## المحاكمة والإعدام
كارتين اعترف بـ 79 جريمة من ضمنها تسعة جرائم قتل وسبعة جرائم شروع في القتل واقتيد إلى المحكمة في ابريل 1931 في البداية صرح بأنة غير مذنب لكن بعد اسابيع قليلة غير شهادته ووجد مذنباً وحكم علية بالإعدام، عندما كان كورتين ينتظر حكم الإعدام تقابل مع الدكتور كارل بيرغ الذي قام بتحليل مقابلاته مع كارتين والف عليها كتابة (سادي) وذكر الدكتور ان الدافع الرئيسي لكارتين في القتل هو المتعة الجنسية حيث كان عدد الطعنات يختلف من ضحية إلى أخرى والسبب هو ان كارتين كان يستغرق وقتاً حتى يصل للنشوة الجنسية، كان تدفق الدم من الضحايا هو أحد تحفيزاته الجنسية، اُعدم كارتين عام 1931 بالمقصلة.